# Lingua sogdiana
La lingua sogdiana (o sogdiano) è una lingua medio-iranica del ramo orientale parlata principalmente nella regione dell'Asia centrale detta Sogdiana (situata a cavallo dell’odierno Uzbekistan, Tagikistan, Kazakistan e Kirghizistan) e il cui centro principale era la città di Samarcanda.
È uno degli idiomi medio-iranici meglio conosciuti e attestati insieme al medio-persiano e al partico.
Non sono attestate fasi della lingua precedenti al cosiddetto “antico sogdiano” (inizio IV secolo d.C.), sebbene il fatto che la regione sia menziona nelle iscrizioni antico-persiane faccia supporre che la lingua fosse identificabile già durante l'era degli achemenidi (559–323 a.C.).
Come il khotanese, il sogdiano potrebbe aver posseduto una grammatica e una morfologia più conservative rispetto al medio-persiano. La moderna lingua iranica orientale yaghnobi è la discendente di un dialetto sogdiano parlato intorno all'VIII secolo nell'Ostrushana, una regione meridionale della Sogdiana.

## Introduzione
La lingua sogdiana fu identificata per la prima volta da Friedrich Carl Andreas in alcuni manoscritti manichei scoperti tra la fine del XIX e l'inizio del XX secolo nell'oasi di Turfan (Turkestan orientale, odierno Xinjiang).
Il termine "Sogdiani" (suγδīk) non è un etnonimo ma si riferisce alla popolazione multietnica che parlava questa lingua (cfr. Erodoto sogdoi), mentre Sogdiana/Sogd (greco: Sogdianē, Avestico: Suγδīa-, Suxda-) indica la zona dove essi vivevano. Nei documenti sogdiani si trova il coronimo suγδ- (scritto swγδ) e con metatesi sγuδ- (scritto sγwδ, antico-persiano Sug(u)da-; nelle fonti cinesi è indicata come Suli). La Sogdiana è menzionata nell'iscrizione rupestre trilingue a nome di Dario I (fine VI - inizio V secolo a.C.) a Bisotun.
Il territorio dei Sogdiani era situato tra la valle del fiume Zeravshan in Asia centrale avente per centro principale la città di Samarcanda (cioè il territorio dell'attuale Uzbekistan e Tagikistan) e l’Ostrushana (una regione montuosa nel corso superiore del fiume Zeravshan). L'insediamento degli antichi Sogdiani in questo territorio è datato alla seconda metà del II/inizio del I millennio a.C. Secondo Erodoto (n. tra 490 e 480 a. C. - m. 424 ca.), Tolomeo (n. 100 d. C. circa - m. dopo il 170) e Strabone (n. 60 aC. ca. - 20 d.C. ca.) il confine meridionale della Sogdiana era rappresentato dal fiume Oxus (Amu Darya). Lo spostamento dei Sogdiani al di fuori della valle dello Zeravshan (fine IV-III secolo a.C.) è probabilmente da collegare all'invasione dell’esercito di Alessandro Magno. Secondo fonti cinesi, la penetrazione dei Sogdiani nell'Asia centrale, la conseguente creazione di insediamenti nelle oasi del Turkestan orientale nella Cina occidentale e in Mongolia sulle rotte del commercio carovaniero tra Cina e Asia Minore, iniziò già nel III secolo a.C.
A partire dal V-VI secolo, numerosi insediamenti sogdiani apparvero nella valle del Fergana, nell'oasi di Chach (l'area dell'odierna Tashkent) e nel Semireč'e (la parte sud-orientale dell'odierno Kazakistan). Nelle fonti cinesi del VI secolo, la Sogdiana è indicata come un vasto territorio che va dal Semireč'e alla valle del fiume Kashka-Daria. Nel periodo precedente alla conquista dell'Asia centrale da parte degli arabi, tra il VII e l’VIII sec., il dominio della lingua sogdiana comprendeva un vasto territorio che si estendeva dalle valli dei fiumi Zeravshan e Kashka-Darya (Kesh era la residenza dei sovrani sogdiani di Samarcanda a metà del VII secolo), Ustrushana, l'oasi di Chach e altri aree lungo il fiume Syr Darya e del Semirechye fino al lago Issyk Kul. Successivamente, ci fu sia un processo di migrazione di una parte dei parlanti sogdiano da queste aree che un concomitante assorbimento dei restanti in altre famiglie linguistiche iraniche e non (tagico e turco), che si è concluso dopo l'XI secolo.
Nella remota valle del fiume d’alta quota Yaghnob, affluente sinistro dello Zeravshan, tra le cime di Zeravshan e Gissar, in Tagikistan, è sopravvissuto un dialetto sogdiano rappresentato oggi dalla moderna lingua Yaghnobi.

## Varietà diatopiche
La lingua sogdiana era presumibilmente divisa in due sottogruppi di dialetti; quello occidentale e quello orientale. Il gruppo occidentale è rappresentato dai documenti ritrovati entro i limiti della Sogdiana propriamente detta e nelle colonie sogdiane della Cina occidentale. Il dialetto orientale, che continua nella moderna lingua yaghnobi, non è testimoniato in testi scritti.

## Sociolinguistica
La lingua sogdiana era una lingua franca che serviva come principale mezzo di comunicazione sia orale che scritta per la popolazione multietnica di quella regione e delle colonie (sogdiane) della Cina occidentale.
Dopo l'invasione araba nel VII sec. e la diffusione dell'Islam in questi territori, il ruolo della lingua araba aumentò e la lingua persiana iniziò a diffondersi ampiamente. Nei secoli IX-X la maggior parte della popolazione delle città dell'Asia centrale parlava ormai persiano e la lingua sogdiana era stata relegata nelle zone rurali. Secondo il geografo arabo al-Muqaddasī (sec. X d.C.), la lingua sogdiana sopravviveva ancora nelle aree rurali di Bukhara e Samarcanda nel X secolo ed era rappresentata da diversi dialetti. Dopo l'XI secolo al processo di erosione della lingua sogdiana contribuirono anche le lingue turche ed essa alla fine scomparve dalla regione di Semireč'e. Nelle regioni montuose lungo il corso superiore del fiume Zeravshan la lingua sogdiana è sopravvissuta probabilmente per un tempo piuttosto lungo, come testimonia la toponomastica di quest'area, in cui lo strato sogdiano è riccamente rappresentato.
La grande varietà della documentazione, che va dai testi religiosi ai documenti legali ed economici, nonché il diverso grado della loro elaborazione unitamente allo status di ufficialità di cui essa era evidentemente investita, testimoniano il fatto che esisteva una consolidata tradizione di insegnamento e formazione degli scribi in questa lingua.

## Diglossia
Si individuano due varietà linguistiche dei documenti che sono arrivati fino a noi: quella letteraria e quella colloquiale. La prima è rappresentata dai testi religiosi buddhisti e, in parte, manichei in traduzione. La seconda è rappresentata da due tipologie: le cosiddette "Lettere antiche" (https://sv.zarnews.uz/post/sogdiyskie-stare-pisma) (inizio IV secolo) e i testi cristiani tradotti (VII-X secolo).

## La scrittura
La ricca documentazione arrivata fino a noi è stata realizzata per mezzo di tre varietà di scrittura tutte derivate da quella aramaica: la sogdiana (buddista e alcuni testi manichei, "lettere antiche", documenti del Monte Mug); la manichea (testi religiosi manichei); la siriaca (testi religiosi cristiani). Questi alfabeti conservavano del prototipo aramaico anche la notazione facoltativa delle vocali, che dipendeva nel sogdiano dalle caratteristiche quantitative e dalla posizione delle vocali. Il numero dei grafemi variava dai 29 dell'alfabeto manicheo ai 17 della scrittura sogdiana dei documenti successivi (a partire dal IV secolo).
La direzione della scrittura è da destra a sinistra oppure, disponendo la linea verticalmente, dall'alto verso il basso. Questo perché a volte il foglio era girato di 90° in senso antiorario com’è ancora oggi in uso per la grafia araba in alcune madrase africane o negli alfabeti tradizionali mongolo e mancese (sempre derivanti da quello aramaico/sogdiano/uiguro). Le linee verticali ovviamente vanno lette da sinistra a destra e non da destra a sinistra come nella scrittura cinese tradizionale. Esistono inoltre delle iscrizioni rupestri e murali in scrittura sogdiana propriamente detta.
In tutti e tre i tipi di scrittura, i segni diacritici erano ampiamente utilizzati per: 1) differenziare la qualità delle vocali (lettera y con due punti per /ē/ĕ/, y con un punto per /ī/ĭ/, nei testi cristiani); 2) l’indicazione di suoni che erano stati omessi per iscritto per non interrompere il legamento delle lettere alla fine di una riga, infatti, come ancora oggi per l’arabo, le parole non venivano spezzate per andare a capo, ma allungate o accorciate graficamente a seconda del bisogno (ad esempio, i diacritici potevano indicare una vocale lunga nei testi manichei); 3) distinguere tra un numero di lettere che coincidevano nell'ortografia (ad esempio, un trattino sotto per z e ž, in contrasto con n in corsivo sogdiano), ecc.
Nella scrittura sogdiana sorse molto presto la tendenza a usare le matres lectionis sia per le vocali lunghe che per quelle brevi in tutte le parole. Dunque, non solo le lettere ', y, w, ma anche le loro combinazioni con l'aleph venivano usate per designarle. Tuttavia, i testi realizzati in questa scrittura si distinguono per la massima irregolarità nell’indicazione delle vocali a causa della presenza di diverse lettere con pronuncia multipla, nonché un numero significativo di ortografie storiche (e pseudostoriche) fossilizzate.
Gli alfabeti dei testi manichei e cristiani contenevano più grafemi dell'alfabeto sogdiano. Ciò ha permesso di rendere in modo più univoco quasi tutti i fonemi consonantici, e in alcuni casi anche le loro varianti posizionali. L’indicazione delle vocali in questi testi è molto più rigorosa che in Sogdiano. Le deviazioni nei testi manichei dalle norme stabilite per la resa delle vocali sono molto rare e nei testi cristiani sono praticamente inesistenti.
Sempre nei testi in scrittura sogdiana sono presenti anche i cosiddetti ideogrammi o meglio “arameogrammi”: cioè l’uso di una parola aramaica avente un dato significato che veniva però letta come l’equivalente sogdiano. Di norma si tratta di parole aventi funzioni basilari e importanti: ’P letto [ut] 'e', YWM letto [mēθ] 'giorno'. Come per il giapponese moderno o l'accadico, il nome nel caso obliquo era rappresentato da un ideogramma + la flessione scritta in sogdiano. Nella trascrizione scientifica, gli ideogrammi sono riportati in maiuscolo.

## Documentazione
Tutti i documenti riflettono un periodo relativamente tardo (medio iraniano) dello sviluppo del sogdiano. Le prime iscrizioni sulle monete risalgono tra il I secolo a.C. e il I d.C. Tuttavia, la maggior parte di essi, su cui si basa la conoscenza moderna di questa lingua, sono di origine molto tarda: VIII-IX secolo.
Dal punto di vista delle caratteristiche linguistiche storiche e tipologiche, la documentazione può essere divisa cronologicamente in tre gruppi: 1) monumenti scritti in lingua letteraria, che riflettono la più antica fase linguistica (la maggior parte dei quali risale ai secoli VIII-IX); 2) la fase intermedia, rappresentata dalle "Lettere Antiche" (inizi del IV secolo); 3) la fase tarda, rappresentata dal linguaggio colloquiale dei testi cristiani (VII-X secolo).
Le "Lettere antiche" sono lettere private dei Sogdiani provenienti dalle oasi del Turkestan orientale (nove documenti su carta e seta), sono state trovate nel 1906 da Aurel Stein tra le rovine di una delle torri di guardia della Muraglia cinese, a ovest di Dunhuang.
La collezione dei documenti Mug rappresenta i resti di diversi archivi. Si tratta di corrispondenza diplomatica, documenti economici e legali, lettere personali, nonché un calendario. Questi documenti risalgono al primo quarto dell'VIII secolo. Furono trovati nel 1932 tra le rovine di una piccola fortezza di guardia Mug-kala, vicino al villaggio di Kum, distretto di Zakhmatabad nel Tagikistan.
I testi sogdiani-buddisti, tradotti principalmente dal cinese, furono creati e copiati nei monasteri buddisti dell'Asia centrale. La maggior parte dei manoscritti sono stati trovati nelle vicinanze di Dunhuang, alcuni frammenti sono stati trovati nell'oasi di Turfan.
I manoscritti manichei (sia in scrittura manichea che sogdiana vera e propria) furono scoperti durante gli scavi presso l'insediamento di Kocho nell'oasi di Turfan tra la fine del XIX e l'inizio del XX secolo. Nell'oasi di Turfan sono stati trovati anche manoscritti cristiani che sono traduzioni di originali siriaci. Per numero e grado di conservazione sono inferiori a quelli sogdiano-buddisti. Tra la documentazione datata, la maggior parte è rappresentata da iscrizioni provenienti dalla Mongolia, realizzate in uno speciale tipo di scrittura sogdiana (Sogdiana-Uigur) rupestre, denominata dagli studiosi russi "ospite" («посетительские»), e un'altra chiamata “ufficiale” (iscrizione murale di Karabalgasun e stele di marmo nel deserto del Gobi, ecc.).

## Fonologia
Il vocalismo comune a tutti i gruppi di documenti ritrovati, è così descritto:
11 monottonghi e 4 dittonghi; di cui 5 coppie di monottonghi: a - ā, i - ī, u - ū, e - ē, o - ō e 2 coppie di dittonghi: aĭ - āĭ, aŭ - āŭ, opposti da lunghezza/brevità, e una vocale centrale breve ə, che non ha una corrispondente lunga. Gli allofoni sono: ā (allofono [e]) e ō (allofono [o]); La a breve si distingue per la più ampia gamma qualitativa di suoni allofoni [ä, o, ã].
La ricostruzione circa la struttura della vocalità è stata dedotta sulla base di dati indiretti. Quindi, la distinzione tra lunghe e brevi (a - ā, i - ī, u - ū) è indicata da evidenze etimologiche, dati ortografici e ricostruzione interna. La presenza di fonemi come e - ē, o - ō è inferita dalla presenza di segni diacritici speciali in alcuni manoscritti cristiani e dal loro confronto con le corrispondenze fonetiche di questi segni diacritici nell'alfabeto siriaco, poi utilizzato nei testi sogdiano-cristiani; la ricostruzione interna suggerisce l’opposizione longa/breve a livello fonemico. La deduzione della presenza di un fonema ə (o di una a brevissima, o di una vocale posteriore) è stata fatta sulla base di un confronto di tutte e tre le tradizioni ortografiche: sogdiano propriamente detto, sogdiano-manicheo e sogdiano-cristiano. La presenza di varianti di un certo numero di fonemi è indicata sia dai risultati di un confronto dei sistemi ortografici sia tenendo conto della trasmissione del vocabolario straniero (principalmente sanscrito). Si ritiene che permanga la questione sullo statuto delle cosiddette vocali rotacizzate, che sono il riflesso della sonante storicamente sillabica *ṛ, cioè di un certo numero di dittonghi con r debole (ar, ār, ir, īr, ur, ūr, etc.).
Le consonanti si possono descrivere nel modo seguente:
1) sonore: posteriori k (con allofono [g]), x, γ; centrali č (con l'allofono [ĵ]), š, ž; anteriori t (con l'allofono [d]), θ, δ, s, z, n; labiali p (con l'allofono [b], f, β, m, 2) sonoranti: w, y, r (con la variante [r], cioè r debole). Nel vocabolario preso in prestito l. N. Sims-Williams individua il fonema ṁ come una vocale la cui realizzazione è determinata sintagmagicamente, fungendo da nasalizzazione della vocale precedente nella posizione prima della fricativa, stop e affricate e nella posizione finale: /am/ = [aũ o aã]: [kaṁθ] sog. knδh, man. knδ, crist. knθ 'città'.
Il fonema faringeo /h/ non è presente in sogdiano. Nei testi della scrittura sogdiana vera e propria si registra un esito grafico in -h di un certo numero di forme nominali, che rifletteva l'ortografia storica, e la desinenza -h considerata come grafema indicante i nomi femminili.

## Prosodia e mutamento morfologico
Per quanto riguarda l’accento nel sogdiano può essere dedotto solo da indizi indiretti e con un certo grado di probabilità. L'enfasi era dinamica e libera.
L’accento è considerato un fattore relativamente minore, subordinato alla caratteristica prosodica (“pesantezza”/“leggerezza” vedi oltre) delle radici. Sono queste ultime a determinare dove cadeva l’accento ad un certo punto della storia di questa lingua. Le radici prosodiche "pesanti", ad esempio, cioè radici con una vocale lunga prive di una desinenza in vocale (lo stesso status è conservato nel verbo del Yaghnob), erano indubbiamente accentate. Sulla base di ricerche circa la fonetica storica, si ipotizza anche la conservazione (nel modello di accento sogdiano) di parole a due sillabe con accento sulla prima. Ovviamente la componente prevalente dell'accento è dinamica (confrontare, ad esempio, le differenze nel riflesso dell'iniziale *a iraniana in sogdiano a seconda del numero di sillabe). L'accento non aveva alcuna funzione fonematica.
Il mutamento delle forme dei lessemi nominali e verbali nello stadio antico del sogdiano registrato nei documenti è avvenuto secondo la cosiddetta legge ritmica, che è caratteristica di questa lingua (scoperta da P. Tedesco e perfezionata da I. Gershevich). Secondo questa legge, le radici nominali e verbali sogdiane possono essere divise in due classi ritmiche: radici leggere e pesanti. Le radici leggere includevano quelle che mantenevano la forma completa (nominale e verbale) durante la flessione, mentre quelle pesanti includevano radici che perdevano l'esito vocale dell'inflessione. Le radici monosillabiche con una vocale breve risultavano leggere, se non erano chiuse da una combinazione di mb o xv o da un gruppo di consonanti che iniziavano con n o r da *r non sillabico (la cosiddetta posizione di ponderazione). Tutte le altre radici monosillabiche con una vocale lunga, con una vocale corta in posizione di ponderazione, così come le radici a due sillabe e altro, compresi i composti che prevedevano una radice leggera come ultimo membro, erano pesanti.
Si ritiene che la legge ritmica agisse nel sogdiano antico e nello “stadio classico” della lingua, a questo riguardo, avvenne in un secondo tempo per allineamento. Questa ipotesi spiega le numerose "violazioni" della legge ritmica nei documenti antichi e tardo antichi. Nelle "Vecchie Lettere" queste sono: 1) declinazione secondo il tipo di serie pesante di radici storicamente leggere; 2) uso parallelo di forme di caso indiretto di uno stesso sostantivo e preposizione con e senza inflessione. La presenza di inflessione vocale in alcune radici pesanti potrebbe riflettere l'ortografia storica. Nei documenti successivi (di tutti i gruppi) questa è attestata, ad esempio, nell'inflessione del caso obliquo su radici pesanti al singolare e al plurale, nel numero dei sostantivi, e, viceversa, la perdita della finale -e del perfetto nelle radici del preterito non solo nelle pesanti, ma anche nelle leggere nei testi cristiani (alcuni esempi sono registrati anche in testi buddisti e manichei).
L’allungamento posizionale non fonologico delle vocali si verifica in una serie di casi:
1) l'allungamento di una vocale corta di una radice monosillabica con esito su r da *r di una radice non sillabica avviene quando ad essa è annesso un suffisso o un'inflessione su -t, mentre la radice diventa “pesante”; 2) una radice leggera con -(θ)y o -(θ)w come risultato dell'occorrenza di una lunga quando si collega un suffisso con un inizio di consonante.
La lunghezza era fonemica per le cinque paia di vocali, la ə corta non aveva una equivalente lunga. C'è un indebolimento della correlazione delle forme delle parole lunghe e corte nel risultato (come risultato della tendenza storica verso la riduzione delle vocali lunghe in posizione finale). Il riarrangiamento ritmico *V̄-V̄ > V̄-V nella grammatica storica del sogdiano, spiegava, in particolare, la a corta basata su una  *ā etimologicamente lunga in presenza di una vocale lunga nella sillaba precedente, è considerato - sulla base dei testi cristiani - un processo in atto già nel IX secolo.
C'è una tendenza alla labializzazione del fonema /a/ in prossimità delle labiali e uvulari γ.
Il fonema /k/ è rappresentato dall'allofono [g], più spesso [γ] in posizione post /n/; il fonema /p/ è rappresentato dall'allofono [b] regolarmente in posizione post /m, z/; il fonema /t/ è rappresentato dall'allofono [d] regolarmente nella posizione post /n/ (l'allofono [b] appare spesso nell'incontro con una radice) e dopo /z/. Il fonema ž è rappresentato dall'allofono [ĵ] nella posizione dopo /n/ o prima di /y/. Si nota l'instabilità di /r/ della consonante non sillabica *r nelle posizioni prima di /ž, n, s, š, ts/, così come dopo /a/, mentre la caduta di /r/ è più spesso osservata nei testi il cui la fonetica è vicina al discorso vivente del periodo tardo sogdiano, cioè nel manicheo e nel cristiano.
Si evidenzia la struttura particolare della sillaba: CCVCC: crist. škwrθ [skōrθ] 'difficile', cfr. il budd, (')šk'wrδ-, man. (')skwrδ [(ə)škōrθ-], CV (ma sono possibile anche le combinazioni CCV, CCCV, CVC, VCC, VC): budd. 'rδkw [arδuk, arδku] 'sincero', sog. [δastya] 'mano' (locativo), martəxmeti 'popolo' (caso indiretto), [prāmana] e [prāmandi] 'Brahman' (voc. sg. e pl.), buddh, [nərδβe-] 'scorpione '.

## Morfologia
I morfemi hanno una struttura segmentale. I confini morfemici, di regola, coincidono con quelli sillabici. Le eccezioni sono i seguenti casi di spostamento dei confini di morfema: 1) all'incontro del prefisso e dell'aumento, c'è una contrazione delle vocali; 2) nei testi cristiani e in alcuni altri documenti, il verbo ausiliare δ'r- 'avere' nelle forme perfette subisce la contrazione delle consonanti (attraverso un’assimilazione che, nei testi cristiani, ha come risultato la perdita dell’esito vocalico nella radice del preterito e l'inizio del verbo ausiliare).
Tra le parti slegate del discorso, le forme monosillabiche derivano da radici monosillabiche pesanti. Nel nome, queste sono forme del caso diretto singolare: sogd. ‘’ph [āp] 'acqua', mani. δyw [δēw] 'demone'. Il numero minimo di sillabe in un sostantivo con una radice leggera è due.

## Diatesi
Vi sono alternanze che distinguono le radici verbali per transitività/intransitività: 
1. Alternanza vocale, apofonica, nella sillaba radicale, quando la vocale forte segna un significato transitivo o causativo; si oppone all'assenza di tali vocali nei verbi intransitivi, che sono primari in relazione alle loro coppie transitive. Alternanza vocale nella sillaba radicale, durante la formazione di radici secondarie intransitive e passive.
2. Alternanze consonantica nell'esito della radice verbale sono rappresentate da due varianti: a) n suffisso o in infisso nella radice caratterizza il correlato transitivo; b) il suffisso -s della radice è un marcatore di intransitività per radici con esito in -γ, -x, -β, -m, -n.

## Tipologia linguistica
Il sogdiano appartiene al numero di lingue di tipo misto, sia per come i morfemi si combinano in una data parola, sia per il grado di coesione dei morfemi. È un linguaggio flessionale con elementi di agglutinazione: presenta una predominanza di sintesi nel nome e di analiticità nel verbo.
Le parti del discorso si distinguono nettamente sulla base di criteri morfologici e sintattici. Si distinguono nomi, verbi e parti del discorso di servizio. Il verbo si distingue per il più alto grado di formalizzazione: le categorie di persona, numero, tempo, aspetto, stato, diatesi sono formalmente espresse. Le parti nominali del discorso si avvicinano l'una all'altra secondo una serie di caratteristiche morfologiche, principalmente durante l'inflessione. I sostantivi hanno categorie morfologicamente espresse di caso, genere, numero, determinatezza/indefinitezza. Gli aggettivi hanno categorie di genere, numero e caso.
Nel sogdiano è preservata l'opposizione grammaticale del maschile e del femminile nella formazione e nell'inflessione nominale delle parole. Il genere neutro è rappresentato in modo residuale. Per aggettivi, participi, numeri ordinali e pronomi, la categoria di genere si accorda ed è presentata solo in forme singolari.
La declinazione dei sostantivi maschili e femminili con radici pesanti riflette la tendenza alla perdita della categoria del genere. Ciò è evidenziato anche nei casi di mancanza di accordo di genere (si tratta sovente di un articolo o di un aggettivo di genere maschile con sostantivo femminile). Anche la declinazione di basi femminili leggere rivela una tendenza ad allinearsi con il tipo di declinazione maschile. Il processo di cancellazione delle differenze generiche si era già manifestato nel linguaggio dei testi buddisti e si è intensificato nel linguaggio dei testi cristiani. Nel processo di attenuazione della categoria di genere, si è diffuso il paradigma del genere maschile. L'accordo di genere è presente anche in una serie di forme analitiche del verbo. L'accordo di genere (e numero) con il soggetto avviene in forme analitiche formate dal participio passato, tempi dei verbi intransitivi e dalla presenza di forme personali nei verbi ausiliari. Nella categoria di esseri animati/inanimati il numero dell'articolo determinativo concorda con il nome animato che si definisce, mentre nel caso di nome inanimato no: con un nome inanimato in forma di plurale l'articolo è messo al singolare.
La categoria del numero (singolare e plurale) è presente nei sostantivi, negli aggettivi, nei participi, in alcune categorie di pronomi, nell'articolo e nel verbo. Il sistema numerico è decimale e presenta numeri cardinali, ordinali, distributivi.
Il sogdiano presenta un sistema a sei e quattro casi per radici leggere e a tre casi per radici pesanti. Nella lingua parlata viva, registrata nei testi cristiani e nei singoli testi manichei, la declinazione dei sostantivi è a tre casi: diretta, indiretta e vocativa. I significati dei casi sono espressi: 1) morfologicamente, mediante le corrispondenti forme dei casi; 2) sintatticamente, mediante accordo verbale e aggiunta nominale, nonché con l'ausilio di preposizioni e posposizioni e loro combinazioni; 3) una combinazione di questi metodi. Nei testi della scrittura sogdiana vera e propria e parte dei testi manichei con radici pesanti, l'articolo è un indicatore del valore del caso. La forma del caso diretto può essere combinata con preposizioni e posposizioni o con il caso indiretto di un articolo o di un pronome dimostrativo, trasmettendo in tali casi il significato del caso indiretto (o dei casi indiretti) nel suo insieme. Un sostantivo o un pronome è formalizzato al caso nominativo o nominativo-accusativo (diretto), a seconda della composizione del paradigma di un determinato nome, se funge da: 1) soggetto; 2) il predicativo del predicato nominale composto; 3) complemento diretto. Esistono anche casi di registrazione dell'oggetto diretto mediante le forme del caso indiretto. Esempi di registrazione di oggetto diretto: 1) caso nominativo/diretto di un nome; 2) nel caso accusativo del nome, l'articolo determinativo o il pronome dimostrativo in combinazione con il caso diretto del nome; 3) dal caso genitivo-dativo di un nome o di un pronome dimostrativo. L'aggiunta indiretta, così come varie circostanze, può essere individuata: 1) caso indiretto; 2) una combinazione di caso diretto con preposizione o posposizione; 3) una combinazione del caso indiretto con una preposizione o una posposizione; 4) una combinazione del caso diretto con una preposizione e con una posposizione; 5) una combinazione del caso indiretto con una preposizione e con una posposizione. I pronomi personali enclitici non hanno forme maiuscole e il loro ruolo nella frase è rivelato sulla base delle caratteristiche sintattiche.
La definizione per appartenenza si esprime nelle forme del caso genitivo-dativo o indiretto. Ponendo un sostantivo animato nel caso diretto prima di un altro sostantivo lo si trasforma in un complemento di termine. Un fenomeno simile si osserva nella combinazione di un nome animato nel caso diretto + un pronome riflessivamente possessivo come parte di un predicato. Le relazioni possessive sono trasmesse anche con l'ausilio di costruzioni come “ho” con il verbo d'r- 'avere' (controllo non preposizionale) e “ho” con un verbo copulativo.
Le categorie verbali sono le seguenti: transitività/intransitività, diatesi (attiva e passiva), modalità (modi: indicativo, imperativo, congiuntivo, desiderabile, precativo, ingiuntivo), espressione di significati aspetto-temporali (compreso il modo di agire). Le forme e le svolte irreali e potenziali sono particolarmente distinte. I mezzi per esprimere le categorie verbali sono diversi. Nella formazione si usano: radici o basi del tempo presente. Esse sono suddivise in classi: attive; incoative (agiscono con il significato di passivo o intransitivo); causali; ecc. e le radici del preterito (radici del passato) sono riflessi delle vecchie parti aggettivali. L’imperativo è formato dalla radice del presente.
Si distinguono le seguenti parti del discorso: sostantivi, aggettivi (con i gradi espressi tramite suffissi attaccati alla radice), pronomi (personali, dimostrativi, interrogativo-relativi, riflessivi, possessivi, attributivi, indefiniti, negativi), numeri (cardinali, ordinali, partitivi), avverbi, nomi verbali, participio passato, articolo determinativo, preposizioni, posposizioni, congiunzioni (coordinanti e subordinanti), particelle.

## Morfosintassi
I principali modi di formazione delle parole sono: suffissazione, aggiunta di basi, meno spesso - prefissazione; sono possibili combinazioni con aggiunta di basi e suffissazione, meno spesso - suffissazione e prefissazione, aggiunta di basi e prefissazione. In sogdiano c'è un piccolo numero di verbi composti, che sono combinazioni di un nome e di un verbo semplice.
Il sogdiano dal punto di vista sintattico appartiene alle lingue con sistema d'accordo fra oggetto e verbo con elementi di ergatività secondaria. L'accordo del predicato nella maggior parte dei testi è con il soggetto che è espresso da un elemento nominale (sostantivo, pronome, aggettivo sostantivato, nome verbale) che si trova al caso nominativo o diretto. L'ordine base degli elementi della frase è SOV.
Ha una tendenza generale a preporre il determinante al determinato, ma sono accettate anche deviazioni. La definizione, se espressa da un solo aggettivo, di solito precede il definito. Una serie di eccezioni nei testi manichei sono attribuite dai ricercatori all'influenza dell'originale partico, da cui questi testi furono tradotti in sogdiano. Se ci sono più aggettivi, possono precedere o seguire quello che si sta definendo. È possibile che il nome che si sta definendo sia posto tra gli aggettivi che lo definiscono. Le definizioni espresse da uno o più sostantivi nei casi indiretti (definizione per appartenenza, ecc.) precedono la parola che si sta definendo.
L'accordo del predicato con il soggetto non ha luogo in tutti i casi. In un certo numero di forme analitiche formate da verbi transitivi con l'aiuto di verbi ausiliari transitivi, è possibile trovare l'accordo con l’oggetto. Le forme sintetiche del verbo predicativo, formate dalla radice presente, concordano con il soggetto in persona e numero. Il segno di questa connessione concordante è l'inflessione.